# Kulečník

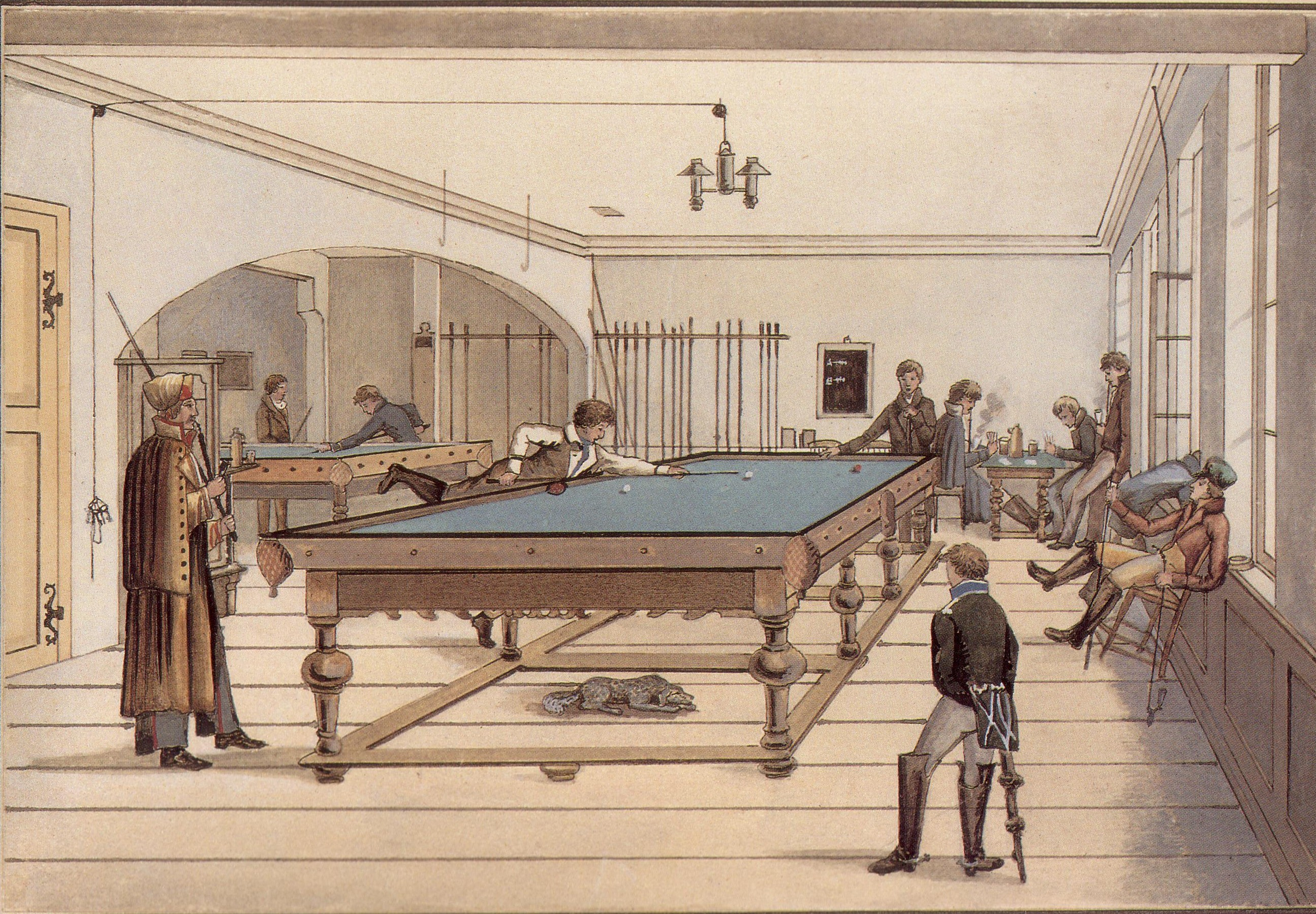
Ilustrace hry trojbandu hrané na začátku 19. století v Tübingenu, v Německu, používal se delší stůl než nyní.

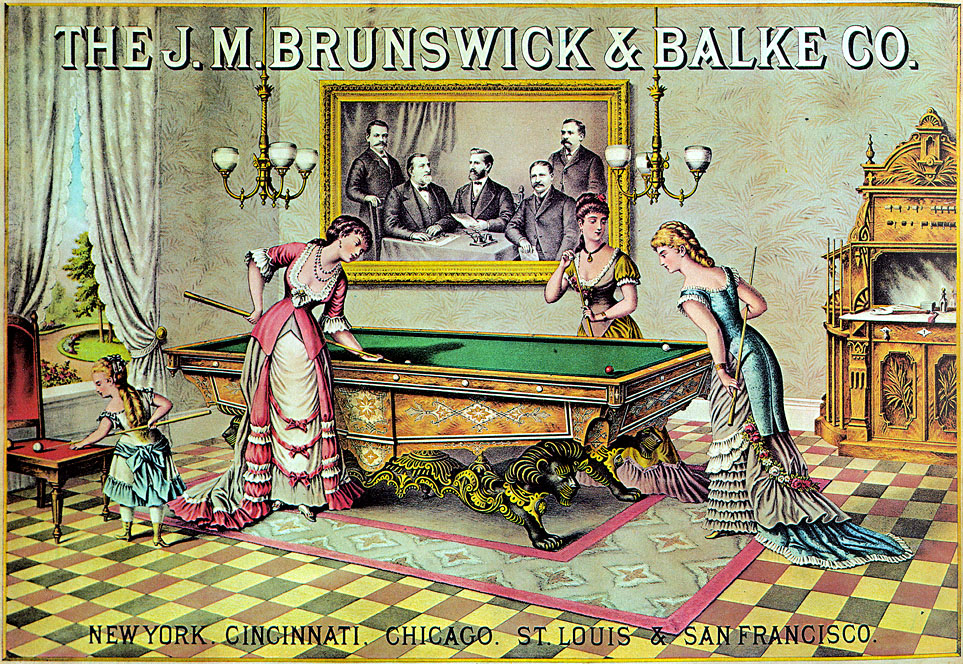
Americké dámy 80. let 19. století hrají kulečník

Kulečník nebo biliár z francouzského názvu billard (bille: koule) je dovednostní sport hraný pomocí tága, které se používá na strkání koulí po stole potaženém plátnem. Dříve se používal jeden termín zastřešující všechny kulečníkové sporty. Byl to termín biliard, dosud používaný jako lidové pojmenování. Oficiální pojmenování biliár se vztahuje jen k některým geografickým regionům a stolům s otvory pro koule. Ve Spojeném království slovo billiard označuje pouze anglický biliard, ve Spojených státech označuje téměř všechny kulečníkové sporty.

## Hlavní druhy
- Karambol je hra hraná s třemi koulemi na plátnem potaženém stole bez děr a s ostrými pogumovanými hranami.
- Pool je hra hraná na stole s šesti děrami. Zahrnuje i nejrozšířenější kulečníkovou hru na světě, eight-ball nebo 8-ball, osmička, dále i nine-ball nebo 9-ball, devítka, Ten-Ball, Straight-Pool a bank pool
- Snooker je hra, která se liší velikostí stolu, počtem koulí a také jinou kulturou a historickými rozdíly.
- Neguš (Bába hříbek) se hraje se šesti koulemi, jedna z koulí je barevně odlišná a má dvojnásobnou hodnotu. Hraje pouze z jedné strany. Na ploše stojí dva (tři) hříbky, někdy barevně (tvarově) odlišeny. Při shození hříbku blíže k rozstřelu se hráči maže vše a začíná od nuly.[1]

## Součásti

### Stůl
Nejčastější rozměry obdélné desky kulečníkového stolu pro veřejné prostory byly tradičně 2,7 x 2,1 m včetně mantinelů. Potah hrací desky býval ze speciálního vlněného sukna (flauše) tmavě zelené barvy. V současné době bývá nahrazen jinými tkaninami s plátnovou vazbou v dalších zpravidla tmavých barvách, nejčastěji modré.

### Tágo
- Poolové tágo
  - průměr kostice cca 11 až 14 mm
  - kovový závit
  - rozdělení v polovině
- Karambolové tágo
  - průměr kostice cca 10 až 13 mm
  - dřevěný závit
  - rozdělení v polovině
- Snookerové tágo
  - průměr kostice cca 6 až 9 mm
  - kovový závit
  - rozdělení v 3/2, na konci zpravidla závit pro extender

### Koule
Koule bývaly tradičně soustružené ze slonoviny, s leštěným povrchem. Pro její vzácnost a drahocennost se kolem roku 1900 začaly používat náhradní materiály, především celuloid, od 60. let 20. století převládl tvrzený plast, zásadně v tlumené bílé barvě slonové kosti.

## Historie
Původ hry bývá spojován se středověkou Evropou, nejstarší písemné zprávy pocházejí z britských pramenů, kulečník se hrál kolem roku 1586 na dvoře skotské královny Marie Stuartovny, píše o něm také William Shakespeare. Kulečníkový pokoj byl zvláštním prostorem na zámcích aristokracie, kulečník stával v salónech měšťanů 19. století a v téže době se rozšířil i do hostinců. Vznikaly specializované kulečníkové kluby a kulečníkové herny, například v Praze Na poříčí nebo U Nováků. Kulečník hráli pánové i dámy.

## Současnost
V současné době společenské a hostinské prostory zažívají renesanci kulečníku. Kromě toho se hraje internetový kulečník on-line.

## Galerie

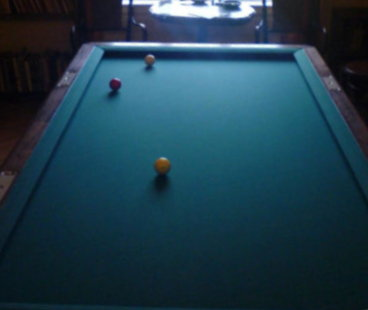
Karambol
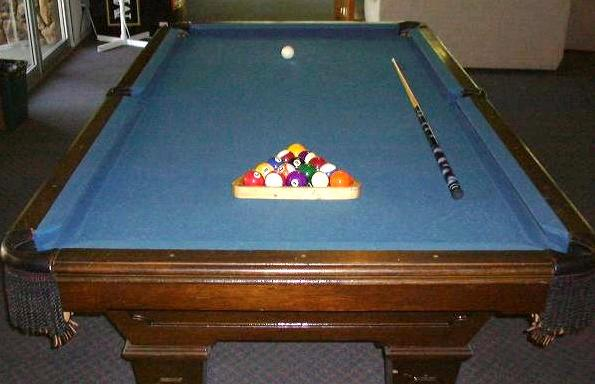
Pool
Snooker